# Римокатоличка црква у Сремским Карловцима
Римокатоличка црква Светог Тројства је једна од најзначајнијих и највреднијих грађевина у старом језгру Сремских Карловаца, као Просторне културно-историјске целине изузетног значаја за Србију.

## Историја цркве
Римокатоличка црква, посвећена Светој Тројици, подигнута је 1768. године.
Прва римокатоличка парохија после ослобађања Срема од Турака основана је 1737. године. Изградња данашње цркве започета је 1730. године на месту остатака старије цркве из средњег века, која је припадала Бенедиктинцима. После вишегодишње градње 1768. године црква је освештана у присуству цара Јосифа II лично.
Наређењем Дворског савета у Бечу 1783. године, срушене су занатске радионице које су заклањале цркву са западне стране као и кућа која се налазила између католичке и Саборне цркве. Било је више обнове цркве током времена - 1863, 1924, 1956. и 1972. године.

## Изглед цркве
Римокатоличка црква Сбетог Тројства изграђена је у барокном духу. Портал цркве је један од најлепших примера барока на простору Србије.
Римокатоличка црква представља једнобродну грађевину, са тространом олтарском апсидом на истоку. Западно прочеље је најзначајније и богато украшено. Северна и јужна фасада су готово без декорације.